# Горобцеподібні
Горобцеподі́бні (Passeriformes) — найчисельніший ряд птахів, нараховує понад 5 400 видів. Більшість невеликих та середніх розмірів, які значно відрізняються за зовнішнім виглядом, способом життя, умовам існування і способом добування їжі. Поширені по всьому світу (крім Антарктики). В Україні трапляється 177 видів горобцеподібних.

## Опис

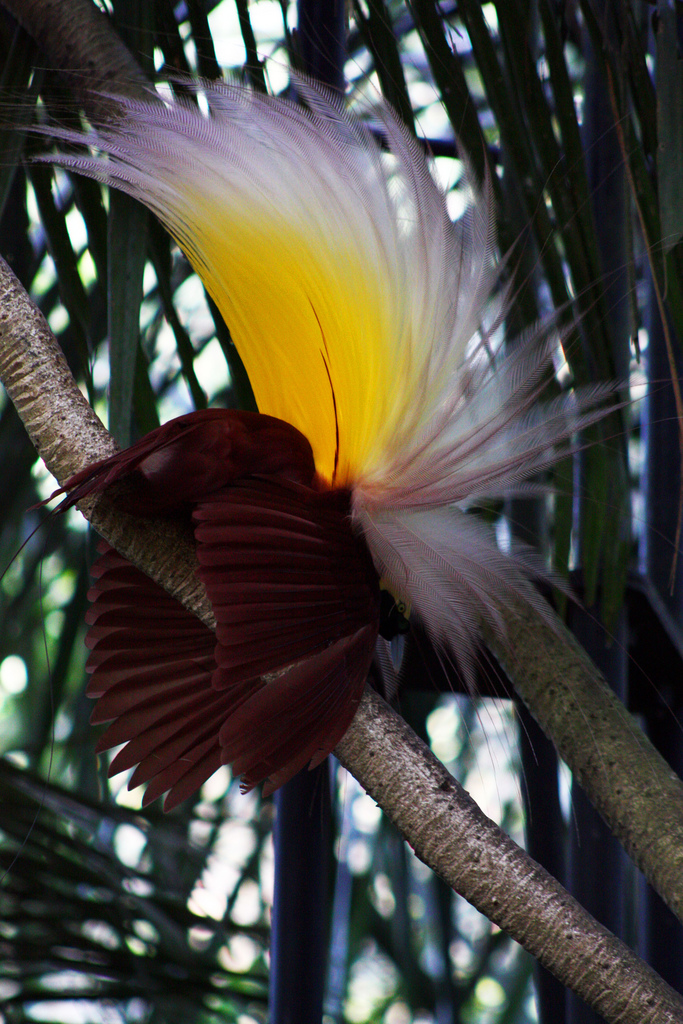
Самці дивоптаха великого мають яскраве вбрання

Птахи невеликого та середнього розміру (маса від 4 г до 1,5 кг) доволі різні за зовнішнім виглядом. Найбільший представник — крук, найдрібніші — нектарницеві.
Оперення доволі щільне або рихле. Пухова частина контурного пера зазвичай добре розвинена, додатковий стрижень невеликий або повністю редукований. Пух нечисленний, росте тільки по аптеріям. Крила можуть бути довгими і доволі гострими (як у ластівок) або короткими і тупими. Першорядних махових 9-11; у багатьох груп перше махове перо невелике або зовсім редуковане. Другорядних махових зазвичай 9. Стернових пер зазвичай 10-12, інколи 6-16. Хвіст може бути різної форми — довгим або коротким, прямо зрізаним або заокругленим, ступінчастим, клиноподібним, з вирізкою. Забарвлення різноманітне: від скромного і малопомітного до доволі яскравого, іноді з металевим полиском. У багатьох видів у забарвленні більш або менш чітко виражений статевий і віковий морфізм, у частини видів — сезонний. У самців у шлюбний період можуть розвиватись прикрашаючі пера (доволі виразні, наприклад, у дивоптахових). Яскраве весняне вбрання багато набувають не в результаті линяння, а внаслідок зношування тусклих країв пір'я, що прикривали більш яскраву частину. Зазвичай самці дещо більші за самок.
Форма дзьоба сильно варіює в різних групах — може бути більш-менш прямим, довгим або вигнутим, коротким і масивним або трикутним, сплющеним зверху вниз, з широким розрізом роту. У шишкарів наддзьобок і піддзьобок перехрещуються. Шийних хребців 14-15. Справжніх ребер 4-6 пар. Ключиці зливаються у виличку. Вздовж заднього краю грудини одна пара вирізок, які інколи перетворюються на фонтанелі. Цівка і пальці помірної довжини. Усі чотири пальці ніг відносно довгі, з гострими кігтями; три пальці спрямовані вперед та один (перший) — назад. Кігті загнуті, тільки задній (перший) палець може мати іноді довгий та більш-менш прямий кіготь. Язик розвинений добре. Воло відсутнє. М'язевий шлунок невеликий, але має доволі потужні м'язеві стінки. Сліпі кишки зазвичай рудиментарні. У більшості видів наявний жовчний міхур. Куприкова залоза неоперена. Гортань трахео-бронхіальна, рідше — трахеальна. У різних групах кількість голосових м'язів варіює від 1 до 6-7 пар. Добре розвинена тільки ліва сонна артерія. Головний мозок досягає високого розвитку.

## Поширення та місця існування
Горобцеподібні — нагніздні птахи, поширені по всій земній кулі (крім Антарктики). Проникають високо в гори (до нівальної зони), заселяють багато островів. Найбільше видове різноманіття — у спекотних країнах. Багато представників — мігруючі птахи (ластівки, солов'ї, вівчарики), але серед них є також кочові (синиці, сойки, деякі дрозди) та осілі (хатній горобець).
Більшість видів — мешканці різноманітних деревно-чагарникових заростей. Деякі з них, наприклад підкоришники, повзики, золотомушки та інші, проводять майже все життя на деревах. Частина з них проникає у відкриті ландшафти. Менша кількість видів мешкає тільки у відкритих ландшафтах та ведуть наземний спосіб життя (жайворонки, плиски, кам'янки, трав'янки). Деяких (ластівок) можна віднести до мешканців повітряної зони.

## Гніздування

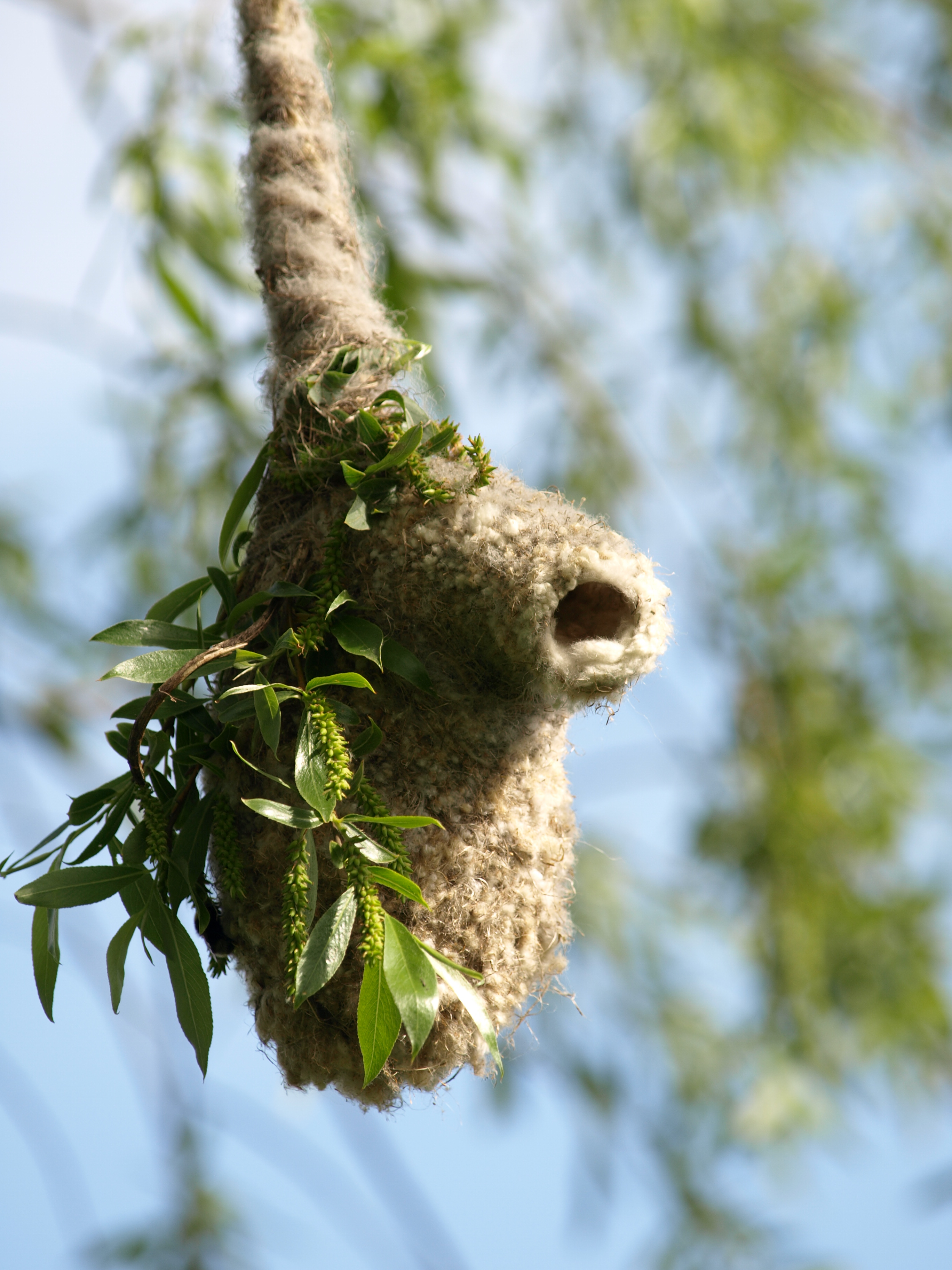
Гніздо ремеза звичайного

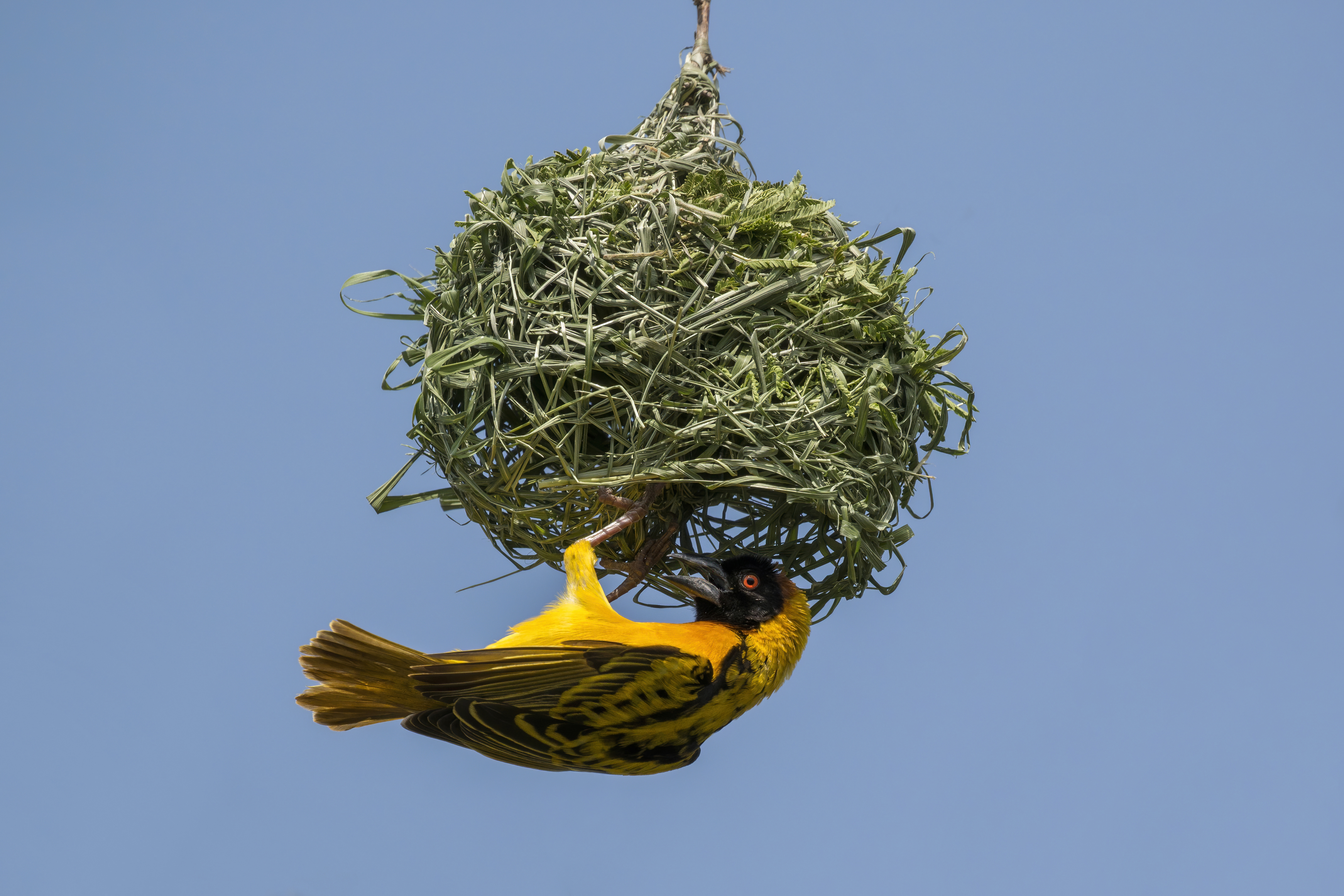
Гніздо ткачика Ploceus cucullatus

Більшість є моногамами — обидва партнери в тому чи іншому ступені беруть участь в насиджуванні кладки або вигодовуванні пташенят. Однак зустрічаються випадки типової полігамії. Характерним є влаштування складно побудованих гнізд. Найбільшої складності вони досягають у ремезів, трупіалів та ткачиків. Гнізда влаштовують на землі, або серед гілок, у дуплах та щілинах скель, інколи норах. Деякі види будують гнізда з ґрунту (ластівка міська, ластівка сільська, горнерові). Вибір місця для гнізда здійснюється зазвичай самцем, який, як правило, прилітає до місця гніздування раніше за самку.
Розмір кладки сильно варіює: від 1 до 15-16 яєць, у більшості видів кладки нараховують 4—6—8 яєць. Максимальна кількість яєць — у деяких синиць, лише 1 яйце відкладають австралійські види. Яйця невеликі, зазвичай забарвлені строкато, інколи однотонні (частіше у видів, що гніздяться в дуплах). Горобцеподібні починають насиджувати зазвичай після відкладання всіх яєць, але у багатьох видів насиджування починається з передостаннього яйця, у деяких із середини кладки, і небагато видів (шишкарі, круки) починають насиджування після відкладання першого яйця. У більшості насиджування 11-14 діб (у крука 19-20, у лірхвостів близько 45 діб). Розвиток пташенят іде виключно по гніздовому типу — вони вилуплюються безпорадними, голими або слабко опушеними, сліпими. У гнізді залишаються, поки не досягнуть розмірів дорослих і не вкриються повністю оперенням. Батьки годують пташеня, вкладаючи корм у рот, який голодне пташеня широко розкриває. У багатьох видів ротова порожнина пташенят досить яскрава, що слугує стимулом для прояву інстинкту годування у дорослих птахів. У видів, що гніздяться на землі, пташенята залишають гніздо через 9-11 діб, у дупогніздників і норників — пізніше (у синиць — на 23-й, у повзика — на 26 день). Вигодовують пташенят, за рідкісним винятком, обидва члени пари. Зазвичай після вильоту з гнізда пташенята деякий час — у різних видів від декількох днів до декількох тижнів тримаються з батьками. У багатьох дві кладки протягом року, рідше 1 або 3. Види, які мають широке поширення, можуть мати на півночі ареалу 1 кладку, на півдні 3. Інколи обидві кладки настільки сближені у часі, що птахи починають будувати нове гніздо та відкладати яйця до того, як пташенята першого виводку набудуть самостійності. Перше покоління пташенят (наприклад, у очеретянки великої) догодовує у такому випадку тільки самець.
Як правило, досягають статевої зрілості і приступають до розмноження наступного літа, тобто у віці менше одного року. Крук приступає до розмноження у віці двох років.

## Живлення

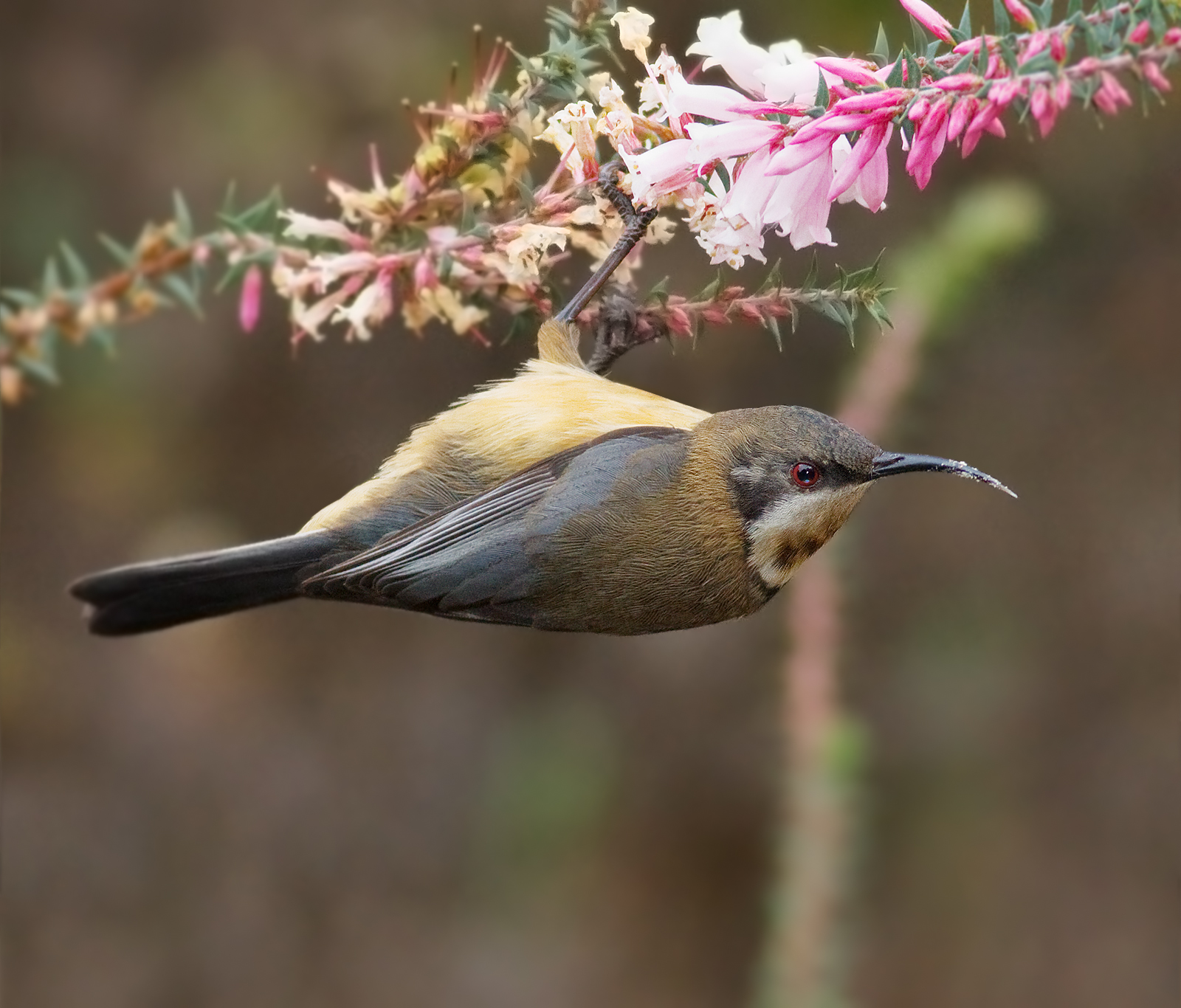
Медолюб Acanthorhynchus tenuirostris під час годування нектаром квітів

Живляться різноманітною їжею. Більшість поїдають комах та інших безхребетних, деякі всеїдні (воронові), є і рослиноїдні (однак пташенят вигодовують комахами). Рослиноїдні споживають насіння, плоди, деякі види живляться майже виключно пиляками та нектаром (наприклад, медолюбові).

## Значення
Горобцеподібні відіграють важливу роль у природі та житті людини. Комахоїдні види регулюють численність шкідників культурних рослин. Зерноїдні споживають насіння бур'янів, однак деякі можуть завдавати шкоди посівам. Широкої відомості набула кампанія по знищенню горобців у 1958—1962 рр. у Китаї. Через рік після кампанії врожай став кращим, але при цьому дуже розплодилися гусениці й сарана. У наступні роки врожаї різко зменшилися, у країні настав голод, у результаті котрого загинуло понад 20 мільйонів осіб
Чимало видів утримують в неволі через яскраве оперення та мелодійний спів.

## Походження та еволюція
Викопні рештки горобцеподібних малочисельні. Найбільш давні залишки відомі з верхнього палеоцену або нижнього еоцену (близько 50 млн років тому). У верхньому олігоцені і міоцені вже знаходять залишки сучасних родів. Перше розходженні відбулося між новозеландськими стрільцевими (Acanthisittidae) та іншими горобцеподібними; другий етап дивергенції призвів до розділення Tyranni (тиранни) та Passeri (співочі птахи). Згодом відбулася адаптивна радіація форм, яка вийшла за межі австралійського континенту. Головна гілка Passeri, парворяд Passerida, поширилася в Євразію та Африку, де відбулася подальша радіація форм.

## Систематика та таксономія
Ряд горобцеподібних об'єднує понад половину всіх нині існуючих видів птахів. Він нараховує близько 5400 видів. Систематика ряду досі розроблена недостатньо. Цьому заважає не тільки великий обсяг ряду, а також добре виражена його анатомічна однорідність. З'ясуванню родинних стосунків всередині ряду заважає широко поширене явище конвергенції. Прогрес у систематиці горобцеподібних досягнуто завдяки методам молекулярної біології. Нижче наведено систематику ряду за John Boyd «Taxonomy in Flux Checklist 3.5».
Підряд Acanthisitti
Підряд включає лише одну родину з 4 видів. Ендеміки Нової Зеландії. Дрібні птахи, завдовжки 7-10 см, з короткими крилами; літають погано.
- Родина Стрільцеві (Acanthisittidae)[8]

Підряд Тиранни (Tyranni)
Нараховує понад 1000 видів. Поширені переважно в Америці, особливо в Південній. Загальною характеристикою групи є спрощена будова голосового апарату та, як наслідок, відсутність пісні, а також розділення сухожилля згиначів пальців.
- Інфраряд Eurylaimides
  - Родина Пітові (Pittidae)
  - Родина Рогодзьобові (Eurylaimidae)
  - Родина Асітові (Philepittidae)
  - Родина Sapayoidae
- Інфраряд Tyrannides
  - Родина Манакінові (Pipridae)
  - Родина Котингові (Cotingidae)
  - Родина Бекардові (Tityridae)
  - Родина Тиранові (Tyrannidae)
  - Родина Melanopareiidae
  - Родина Сорокушові (Thamnophilidae)
  - Родина Гусеницеїдові (Conopophagidae)
  - Родина Grallariidae
  - Родина Галітові (Rhinocryptidae)
  - Родина Мурахоловові (Formicariidae)
  - Родина Горнерові (Furnariidae)

Підряд Співочі птахи (Passeri)
Найбільш численний підряд, нараховує близько 5000 видів. Характерним є незначної довжини перше із десяти махових пер, яке іноді буває коротшим за інші махові, інколи є рудиментарним або зовсім відсутнім. Голосовий апарат, сиринкс, добре розвинений та здатний продукувати дуже різноманітні за частотою типи вокалізації, зазвичай відомі як «спів птахів». Пласно спереду прикрито великими злитими щитками.
- Інфраряд Menurides
  - Родина Лірохвостові (Menuridae)
  - Родина Гущакові (Atrichornithidae)

- Інфраряд Climacterides
  - Родина Королазові (Climacteridae)
  - Родина Наметникові (Ptilonorhynchidae)

- Інфраряд Meliphagides
  - Родина Малюрові (Maluridae)
  - Родина Щетинкодзьобові (Dasyornithidae)
  - Родина Медолюбові (Meliphagidae)
  - Родина Діамантницеві (Pardalotidae)
  - Родина Шиподзьобові (Acanthizidae)

- Інфраряд Orthonychides
  - Родина Чаучилові (Orthonychidae)
  - Родина Стаднякові (Pomatostomidae)

- Інфраряд Corvides
  - Родина Mohouidae
  - Родина Свистунові (Pachycephalidae)
  - Родина Oreoicidae
  - Родина Psophodidae
  - Родина Eulacestomidae
  - Родина Баргелеві (Neosittidae)
  - Родина Вивільгові (Oriolidae)
  - Родина Ягодоїдові (Paramythiidae)
  - Родина Віреонові (Vireonidae)
  - Родина Личинкоїдові (Campephagidae)
  - Родина Ланграйнові (Artamidae)
  - Родина Machaerirhynchidae
  - Родина Йорові (Aegithinidae)
  - Родина Щетинкоголовові (Pityriaseidae)
  - Родина Гладіаторові (Malaconotidae)
  - Родина Прирітникові (Platysteiridae)
  - Родина Вангові (Vangidae)
  - Родина Віялохвісткові (Rhipiduridae)
  - Родина Дронгові (Dicruridae)
  - Родина Іфритові (Ifritidae)
  - Родина Melampittidae
  - Родина Corcoracidae
  - Родина Дивоптахові (Paradisaeidae)
  - Родина Монархові (Monarchidae)
  - Родина Сорокопудові (Laniidae)
  - Родина Воронові (Corvidae)
- Інфраряд Passerides
  - Родина Фруктоїдові (Melanocharitidae )
  - Родина Cnemophilidae
  - Родина Callaeidae
  - Родина Гигієві (Notiomystidae)
  - Родина Тоутоваєві (Petroicidae)
  - Родина Гологоловові (Picathartidae)
  - Родина Chaetopidae
  - Родина Флейтистові (Eupetidae)
  - Родина Stenostiridae
  - Родина Hyliotidae
  - Родина Ремезові (Remizidae)
  - Родина Синицеві (Paridae)
  - Родина Nicatoridae
  - Родина Panuridae
  - Родина Жайворонкові (Alaudidae)
  - Родина Macrosphenidae
  - Родина Тамікові (Cisticolidae)
  - Родина Acrocephalidae
  - Родина Pnoepygidae
  - Родина Locustellidae
  - Родина Donacobiidae
  - Родина Bernieridae
  - Родина Ластівкові (Hirundinidae)
  - Родина Бюльбюлеві (Pycnonotidae)
  - Родина Phylloscopidae
  - Родина Cettiidae
  - Родина Hyliidae
  - Родина Довгохвостосиницеві (Aegithalidae)
  - Родина Кропив'янкові (Sylviidae)
  - Родина Окулярникові (Zosteropidae)
  - Родина Тимелієві (Timaliidae)
  - Родина Pellorneidae
  - Родина Leiothrichidae
  - Родина Золотомушкові (Regulidae)
  - Родина Elachuridae
  - Родина Mohoidae
  - Родина Чубакові (Ptiliogonatidae)
  - Родина Омелюхові (Bombycillidae)
  - Родина Пальмовикові (Dulidae)
  - Родина Омельгушкові (Hypocoliidae)
  - Родина Стінолазові (Tichodromidae)
  - Родина Повзикові (Sittidae)
  - Родина Підкоришникові (Certhiidae)
  - Родина Воловоочкові (Troglodytidae)
  - Родина Комароловкові (Polioptilidae)
  - Родина Пронуркові (Cinclidae)
  - Родина Дроздові (Turdidae)
  - Родина Мухоловкові (Muscicapidae)
  - Родина Ґедзеїдові (Buphagidae)
  - Родина Шпакові (Sturnidae)
  - Родина Пересмішникові (Mimidae)
  - Родина Цукролюбові (Promeropidae)
  - Родина Arcanatoridae
  - Родина Квіткоїдові (Dicaeidae)
  - Родина Нектарницеві (Nectariniidae)
  - Родина Зеленчикові (Chloropseidae)
  - Родина Іренові (Irenidae)
  - Родина Urocynchramidae
  - Родина Окотерові (Peucedramidae)
  - Родина Тинівкові (Prunellidae)
  - Родина Ткачикові (Ploceidae)
  - Родина Вдовичкові (Viduidae)
  - Родина Астрильдові (Estrildidae)
  - Родина Горобцеві (Passeridae)
  - Родина Плискові (Motacillidae)
  - Родина В'юркові (Fringillidae)
  - Родина Calcariidae
  - Родина Вівсянкові (Emberizidae)
  - Родина Passerellidae
  - Родина Трупіалові (Icteridae)
  - Родина Піснярові (Parulidae)
  - Родина Саякові (Thraupidae)
  - Родина Кардиналові (Cardinalidae)
  - Родина Scotocercidae
  - Родина Rhagologidae
  - Родина Багадаїсові (Prionopidae)
  - Родина Mitrospingidae